# 뉴코아아울렛
뉴코아아울렛은 이랜드리테일에서 운영하는 백화점 형식의 아울렛 매장이다. 식품매장은 킴스클럽이란 이름으로 운영한다.

## 지점 현황

### 서울, 경기, 인천
- 강남점
- 평촌점
- 일산점
- 인천점
- 인천논현점 - 식품관인 킴스클럽이 없는 지점이다. 동일건물에 홈플러스가 영업하는 영향이 크다.
- 평택점
- 산본점
- 동수원점
- 광명점
- 안산점
- 부천상동역점 - 바로 옆에 홈플러스가 있다.
- 모란점 -식품관인 킴스클럽이 없는 지점이다. 건너편에 롯데슈퍼인 영향이 크다.

### 광역시 및 기타
- 울산점
- 괴정점
- 창원점 - 식품관인 킴스클럽이 없는 지점이다. 옆건물이 홈플러스인 영향이 크다.
- 울산성남점

- 덕천점 - 식품관인 킴스클럽이 없는 지점이다.

• 서귀포점

## 사진

인천점(뉴코아아울렛)

## 과거에 존재한 지점
- 과천점 (폐점) - 2015년 8월자 영업중단, 9월 1일자로 이마트(대형마트)로 업종전환
- 순천점 (전환) - 2015년 5월 1일자로 NC백화점 순천점 별관으로 전환